# Sight & Sound
Sight & Sound («Изображение и звук» или «Звук и картинка») — ежемесячный британский журнал о кино, который издаётся с 1932 года, с 1934 — под эгидой Британского института кино. До 1991 года выходил раз в квартал.
Sight & Sound традиционно публикует рецензии на все фильмы, выходящие в Великобритании, с указанием полного состава съёмочной группы. В преддверии больших премьер выходят развёрнутые интервью с режиссёрами и актёрами.

## Опросы
Журнал раньше своих конкурентов (вроде французского Positif) стал публиковать списки величайших фильмов всех времён, которые обновляются каждое десятилетие. Списки составляются по результатам опроса профессионалов в области кино со всего мира. Несмотря на то, что вслед за Sight & Sound такие перечни стали составлять и другие издания, список Sight & Sound по-прежнему сохраняет свою авторитетность. По словам Роджера Эберта, среди всех рейтингов это единственный, который кинопрофессионалы воспринимают всерьёз.
По результатам опроса 1952 года величайшими фильмами были названы «Похитители велосипедов», «Золотая лихорадка» и «Огни большого города». Через 10 лет первое место занял «Гражданин Кейн», который сохранял лидерство на протяжении полувека. За ним долгое время следовали «Правила игры» Жана Ренуара — величайший из фильмов, снятых в Европе. По итогам опроса 2012 года, в котором приняли участие 846 кинокритиков, «Гражданина Кейна» впервые обошел хичкоковский триллер «Головокружение». Из 358 опрошенных в 2012 году режиссёров наибольшее число назвало лучшим фильм Ясудзиро Одзу «Токийская повесть».

### Опрос 2012 года
Чаще всего среди лучших назывались фильмы Брессона (7), Годара, Хоукса, Пауэлла, Бунюэля (по 6), Дрейера, Альфреда Хичкока, Кубрика, Антониони и Бергмана (по 5). Среди 50 лучших фильмов больше всего работ Годара (4), Дрейера, Тарковского и Копполы (по 3).
Из фильмов советского производства выше всего котируются «Сталкер», «Андрей Рублёв» и «Зеркало» Тарковского (№ 29, 26 и 19 соответственно), «Броненосец „Потёмкин“» Эйзенштейна (№ 11) и «Человек с киноаппаратом» Дзиги Вертова (№ 8).
Единственным российским (постсоветским) фильмом в данном списке является «Русский ковчег» Александра Сокурова (2002), снятый «одним кадром» за один дубль с использованием современных на момент съёмок технологий кинопроизводства.
Из фильмов последнего десятилетия наибольшим авторитетом пользуются «Любовное настроение» (№ 24), «Малхолланд Драйв» (№ 28), «Один и два» (№ 100), «Древо жизни» (№ 102), «Тропическая болезнь» (№ 127), «Скрытое» (№ 154), «Смерть господина Лазареску», «Нефть», «ВАЛЛ-И», «Тесицюй», «Унесённые призраками», «Дядюшка Бунми», «Туринская лошадь», «Меланхолия» и «Белая лента».

### Рейтинг документальных фильмов
Летом 2014 года был впервые проведён опрос для составления рейтинга документальных фильмов. Лучшим документальным фильмом всех времён был назван «Человек с киноаппаратом» Дзиги Вертова.